# Σ-unitale C*-Algebra
Die {\displaystyle \sigma }-unitalen C*-Algebren werden im mathematischen Teilgebiet der Funktionalanalysis untersucht, es handelt sich um C*-Algebren mit einer gewissen Abzählbarkeitsbedingung.

## Definition
Eine C*-Algebra heißt {\displaystyle \sigma }-unital, falls sie eine abzählbare Approximation der Eins besitzt.

## Beispiele
- Separable C*-Algebren sind {\displaystyle \sigma }-unital.
- C*-Algebren mit Einselement sind {\displaystyle \sigma }-unital, daher ist dieser Begriff nur bei C*-Algebren ohne Einselement sinnvoll.
- Die kommutative C*-Algebra {\displaystyle C_{0}(X)} der C0-Funktionen auf einem lokalkompakten Hausdorffraum {\displaystyle X} ist genau dann {\displaystyle \sigma }-unital, wenn {\displaystyle X} σ-kompakt ist.[1] Ist also {\displaystyle X} überabzählbar und diskret, so ist {\displaystyle C_{0}(X)} nicht {\displaystyle \sigma }-unital.

## Eigenschaften
Folgende Aussagen über eine C*-Algebra {\displaystyle A} sind äquivalent:
- {\displaystyle A} ist {\displaystyle \sigma }-unital.
- {\displaystyle A} hat ein strikt positives Element, das heißt, es gibt ein positives Element {\displaystyle a\in A}, so dass {\displaystyle f(a)>0} für alle Zustände {\displaystyle f} auf {\displaystyle A}.
- Es gibt ein positives Element {\displaystyle a\in A}, so dass {\displaystyle aA\subset A} eine dichte Teilmenge ist.
- Es gibt ein positives Element {\displaystyle a\in A}, so dass das Einselement in der  einhüllenden Von-Neumann-Algebra die kleinste Projektion {\displaystyle p} mit {\displaystyle pa=a} ist.